# Modo condicional
El modo condicional es uno de los modos del verbo en algunas lenguas romances y germánicas. Otro nombre alternativo es el de modo potencial porque en ocasiones se refiere a acciones hipotéticas o posibles. Frecuentemente se considera que el condicional es simplemente un tiempo verbal del modo indicativo y no un modo independiente.

## Usos del condicional en español
En español, el condicional se usa como tiempo del verbo principal en una oración condicional contrafactual:
(1) Si yo fuera rico, conduciría un deportivo.
O bien como una especie de correlato del futuro en una oración afirmativa, en la cual el tiempo en el que se dan todas las acciones de la misma se dan en el pasado, como sucede en la oración:
(2) Me dijo que cuando llegara a casa, ya habría llegado el paquete.
En (1) el condicional expresa una acción que nunca ha sucedido ni existen indicios de que exista; en cambio, en (2) se expresa una acción (llegar [el paquete]) que probablemente sí sucedió.
Se utiliza igualmente, en un registro formal hablado o escrito, como forma de atenuación de la intención. Compárese (3a, 3b y 3c) con formas progresivamente más atenuadas (percibidas como más corteses) del mismo contenido semántico.
(3a) Quiero pedirte una cosa (presente de indicativo).
(3b) Quería pedirte una cosa (imperfecto de indicativo).
(3c) Querría pedirte una cosa (potencial).
Igual que en español el futuro puede indicar probabilidad o cálculo aproximado, lo mismo hace el condicional para el pasado:
- Habrá unas 50 personas en el local. ( = debe de haber, probablemente hay)
- Habría unas 50 personas en el local. ( = debía de haber, probablemente había)

### Carácterrealis/irrealisdel condicional
En la gramática tradicional del español, se ha considerado el condicional como un tiempo del indicativo. El carácter irrealis del condicional en algunos contextos ha llevado a algunos autores a considerarlo como un modo diferente:
Si estudiaras, aprobarías
La oración condicional se interpreta como que ninguna de las dos situaciones sucede y por tanto es un hipotético o [—realis]. Sin embargo, existen argumentos para considerarlo formas de indicativo, ya que las dos oraciones siguientes parecen paralelas, excepto por el hecho de que la primera se interpreta en el presente y la segunda en el pasado:
Me ha dicho que cuando llegue a casa, ya habrá llegado el paquete
Me dijo que cuando llegara a casa, ya habría llegado el paquete.
En la primera, habrá llegado es [+realis] por lo que debe deducirse que la interpretación de habría llegado es también [+realis].
Por tanto,[cita requerida] la discusión de si el condicional debe considerarse un modo aparte o parte del indicativo en español, depende de cómo se defina el modo indicativo.

### Condicional compuesto
El condicional compuesto tiene dos funciones en español. En primer lugar, el condicional compuesto es un tiempo relativo para expresar una acción futura en relación con un pasado que se considera como punto de partida de la acción. La diferencia con el condicional simple es que la acción se presenta ya acabada en el presente. Del mismo modo que el condicional simple, la acción expresada es hipotética: 
Los exploradores se dieron cuenta que, al terminar su expedición, ya se habría hecho de noche.
Ya se habría acabado la guerra, mucho antes de que los refuerzos llegaran.
En segundo lugar, este tiempo se emplea en la apódosis de una estructura condicional, generalmente después de una oración subordinada en función de prótasis cuyo verbo se encuentra conjugado en el pretérito pluscuamperfecto del subjuntivo. Cuando es empleado de esta manera, ergo precedido o seguido por una condición, el condicional compuesto también puede expresar una probabilidad o incertidumbre en el pasado. Ejemplos: 
Si hubieras trabajado más, habrías ganado más dinero.
Si hubiera estudiado más, habría aprobado el examen.
Si nos hubiéramos apurado, (quizás) habríamos llegado temprano (el uso de "quizás" expresa una incertidumbre).
Por otro lado, para expresar posibilidades o dudas de tiempo pasado también se puede usar el futuro perfecto:
No tengo un reloj encima. Pero creo que nos hemos apurado bastante, con lo cual (probablemente) habremos llegado temprano.
La diferencia aquí entre el uso del condicional compuesto (junto con el pluscuamperfecto del subjuntivo) y el futuro perfecto (junto con el pretérito compuesto del indicativo) es que el futuro perfecto expresa que la acción es vista como más probable. En la oración de arriba, el uso de probablemente es optativo. Sin embargo, mismo omitiendo probablemente, la oración expresa que es más probable que el sujeto (nosotros) ha llegado temprano. 
|                         | amar            | poder            | ir            |
| ----------------------- | --------------- | ---------------- | ------------- |
| yo                      | habría amado    | habría podido    | habría ido    |
| tú / vos                | habrías amado   | habrías podido   | habrías ido   |
| él / ella / usted       | habría amado    | habría podido    | habría ido    |
| nosotros/as             | habríamos amado | habríamos podido | habríamos ido |
| vosotros/as             | habríais amado  | habríais podido  | habríais ido  |
| ustedes / ellos / ellas | habrían amado   | habrían podido   | habrían ido   |